# 베이어 필터

이미지 센서의 픽셀 어레이에 있는 컬러 필터의 베이어 배열

베이어 필터(Bayer filter) 모자이크는 포토센서의 정사각형 격자에 RGB 컬러 필터를 배열하기 위한 컬러 필터 어레이(CFA)이다. 컬러 필터의 특별한 배열은 컬러 이미지를 생성하기 위해 디지털 카메라와 캠코더에 사용되는 대부분의 단일 칩 디지털 이미지 센서에 사용된다. 필터 패턴은 녹색 반, 빨간색 1/4, 파란색 1/4이므로 BGGR, RGBG, GRBG 또는 RGGB라고도 한다.
이 이름은 이스트만 코닥의 브라이스 베이어(Bryce Bayer)를 발명한 사람의 이름을 따서 명명되었다. 베이어는 순서 디더링에 사용되는 재귀적으로 정의된 행렬로도 유명하다.
베이어 필터의 대안에는 색상 및 배열의 다양한 수정과 색상 동일 사이트 샘플링, 포베온 X3 센서, 이색성 거울 또는 투명 회절 필터 배열과 같은 완전히 다른 기술이 포함된다.

## 같이 보기
- 오토크롬
- 펜타일 매트릭스